# Нагорный, Кристиан
Кристиан Нагорный (рум. Cristian Nagornîi; 17 июня 1998) — молдавский футболист, полузащитник молдавского клуба «Зимбру».

## Биография

### Клубная карьера
В чемпионате Молдавии дебютировал в составе «Зимбру» 1 октября 2016 года, выйдя на замену на 89-й минуте в матче против клуба «Саксан».

### Карьера в сборной
Выступал за юношескую сборную Молдавии до 19 лет.